# 夏宝龙
夏宝龙（1952年12月2日—），天津人，中国共产党、中华人民共和国政治人物，原副国级领导人，现任中央港澳工作领导小组常务副组长、中共中央港澳工作办公室主任、国务院港澳事务办公室主任。
曾任第十三届全国政协副主席和秘书长。1973年11月加入中国共产党。1985年1月畢業於天津市河西区职工大学中文专业在職本科，1997年7月畢業於中共天津市委党校在職研究生，2002年7月畢業於北京大学经济学院在職博士研究生。第十五、十六、十七届中共中央候补委员，第十八届中央委员。曾任浙江省人民政府省长、中共浙江省委书记及省人大常委会主任。
夏宝龙曾在浙江任职期间是时任省委书记、现任中共中央总书记习近平的下属工作。

## 生平

### 任教
祖籍浙江。父亲夏振中，浙江缙云县南乡夏弄村人，黄埔军校第二期毕业，参加过国民党北伐和红军长征，后编入新四军，平津战役后任职天津市军事管制委员会，自此夏家定居天津。
1969年8月，当时不满17周岁的夏宝龙参加工作，在天津市的河北大学附属中学（今天津市新华中学）担任教師。1970年1月他调动到天津市河西区解放南路小学，担任教师，后出任共青团校支部书记。

### 天津任职
1972年10月，夏宝龙离开学校，进入共青团天津市河西区委员会担任干部。1975年1月，他离开共青团区委会，到天津师范学院政史系进修。1976年1月进修结束，他返回共青团天津市河西区委，出任区委常委、副书记。1982年7月，他晋升为共青团天津市河西区委书记。期间，他自1980年10月至1985年1月在天津市河西区职工大学中文专业在职学习。
1983年11月，夏宝龙离开共青团系统，出任中共天津市河西区委街道部部长。1984年8月，他出任体院北街街道（今天塔街道）党委书记。1985年12月，他升为河西区副区长。1993年10月，他再升为河西区区长，中共天津市河西区委副书记。1996年6月至1997年10月，他同时担任河西区区长、区委书记。期间，他自1994年9月至1997年7月在天津市委党校马克思主义哲学专业在职研究生学习，还参加了1995年9月至1996年7月的中共中央党校一年制中青年干部培训班。
1997年10月，45岁的夏宝龙升任天津市人民政府副市长，并在中共十五大上，当选中央候补委员。1998年，任中共天津市委常委、天津市常务副市长。期间，他自1999年9月至2002年7月在北京大学经济学院政治经济学专业在职研究生学习，獲得經濟學博士學位，导师为吴树青，学位论文题目为《体制转型中的中小企业——兼对天津市中小企业的实证分析》。

### 浙江高层
2003年11月，51岁的夏宝龙和黄兴国进行对调，夏调任中共浙江省委专职副书记，成为时任浙江省委书记习近平在党务系统的“副手”，并于2004年1月至2007年6月兼任中共浙江省委政法委书记。
2011年8月升任浙江省代省长。2012年1月，正式当选为浙江省人民政府省长。在2012年11月召开的中共十八大上，当选中共中央委员。2012年12月18日，升任中共浙江省委书记。2013年1月，当选为浙江省人大常委会主任。
他在浙江的主要工作有落实“八八战略”、推行“五水共治”、浙商回归转型升级、筹办2016年G20峰会。2017年离任前夏宝龙发表卸任演说，说他最大的政治抱负就是把习近平在浙江工作时作出的一系列战略决策部署在浙江大地落地生根、开花结果。

#### 外交
2013年6月7日，夏宝龙在宁波会见了前来出席第十五届浙洽会、第十二届消博会的马来西亚前首相马哈迪·莫哈末一行，双方就进一步推动浙江与马来西亚经贸往来、实现合作共赢进行了交流。
2014年9月6日，夏宝龙在杭州会见了前来中华人民共和国进行国事访问的马来西亚最高元首端姑阿都哈林和最高元首后端姑哈米娜一行。
2015年9月5日，夏宝龙在杭州会见了来访的苏丹总统巴希尔一行。

### 退居二线
2017年4月26日，夏宝龙不再担任中共浙江省委书记，由车俊接替。次日，出任全国人民代表大会环境与资源保护委员会副主任委员。

### 重返一线
2018年3月14日，66岁的夏宝龙当选第十三届全国政协副主席兼秘书长，晋升副国级。

### 国务院港澳办主任
在2019年下半年长达数月的反对逃犯条例修订草案运动后，2020年2月13日，官方宣布全国政协副主席夏宝龙兼任国务院港澳事务办公室主任，原主任张晓明则被降职改任为副主任（正部长级），同时担任中央港澳工作领导小组常务副组长。5月19日，不再兼任全国政协秘书长职务。5月下旬在会见港区政协委员时做出“黑暴触碰底线，中央忍了很久，准备出手抗击”的强硬表态。上任几个月后，北京对香港实施了国家安全法，并改革了选举制度，以确保只有“爱国者”才能掌权。反对派曾经是立法会和区议会的一支强大力量，在许多人退出或因抗议活动和非官方初选而面临指控后，它不再是政治进程的一部分。2021年4月20日，应邀出席“俄罗斯汉语教学与普及”线上研讨会开幕式并致辞。
2021年7月，夏寶龍在全國港澳研究會的研討會上，寄語香港特區政府須肩負更大責任，並展望未來香港須解決住房難題。

### 中共中央港澳办主任
中共二十大上，夏宝龙没有当选第二十届中央委员。2023年3月全国政协第十四届委员会第一次会议召开后，夏宝龙卸任副国级的全国政协副主席职务，但继续担任正部级的港澳办主任。随后，国务院港澳事务办公室改革为中共中央港澳工作办公室的加挂牌子，向中共中央委员会而不是国务院负责，报告路线的改组被视为事实上对机构的提升，也是加强党在香港的领导的举措。夏宝龙在卸任十三届全国政协副主席后继续担任港澳办主任，被视为将在过渡期间继续担任港澳办的职务。2023年4月13日，夏宝龙到香港展開為期6天的考察行程。2024年6月13日至7月23日，夏寶龍先後會見了香港特區政府律政司副司長張國鈞、香港機場管理局主席林天福、香港特區政府律政司司長林定國、香港特區政府環境及生態局局長謝展寰、香港特區政府財政司司長陳茂波等人。在會見陳茂波一行時，夏寶龍敦促香港特區政府要講求識變、應變、求變的「三變理論」，深入理解和領會中共三中全會精神，把握機遇，銳意改革，主動作為，加快推進香港由治及興。
2024年11月8日，夏寶龍在深圳市組織召開了一場座談會，會議邀請了香港特區行政長官李家超、多位關鍵部門的官員、中聯辦主任鄭雁雄，以及來自商界的傑出代表。夏寶龍在會議中強調，香港必須以深圳作為其發展的堅實基石，充分利用深圳的資源優勢；香港的工商界是推動經濟持續增長的核心驅動力，是關鍵的「主力軍」，工商界必須保持高度的敏銳性和適應性，積極尋求創新，通過實際行動展現對國家的堅定忠誠以及對香港的深切熱愛。出席的工商界代表表態強調將繼續堅守愛國愛港的信念，積極投身於特區政府的各項政策執行，矢志為香港的持久繁榮發展貢獻自身的力量。
2025年5月8日至2025年5月13日，夏寶龍在澳門進行了為期六天的考察調研，旨在深入了解澳門的社會發展動態及經濟狀況，同時關注新一屆特別政府管理團隊的施政舉措與進展。夏寶龍考察澳門期間參觀了媽閣廟、大熊貓館、青茂口岸和大學等十多個地區，同時與來自社會各界、工商界代表以及行政、立法、司法機關的負責人進行了會面。考察期間，夏寶龍對港澳工商界和企業家提出發揚鬥爭精神，堅定發展信心，發揮自身優勢，講好港澳故事四點要求。

## 争议

### 拆除十字架
自2013年起，时任中共浙江省委书记的夏宝龙开始推动旧住宅区、旧厂区、城中村改造和拆除违法建筑（简称“三改一拆”）。2013年5月通过的《浙江省宗教建筑规范》中规定宗教建筑以上的建筑构筑物（在基督教中指教堂十字架）高度不得超过6米，并规定天主教、新教教堂十字架的尺寸及大小限制。

### 被美国制裁
2020年8月7日，夏宝龙与另外10名被指“损害香港自治”的内地与香港官员被美国政府依据《香港自治法》制裁。

## 言論及觀點
2023年4月15日，香港全民國家安全教育日開幕典禮暨主題講座致辭上，夏寶龍稱2019年修例風波為「顏色革命」，雖然它沒有得逞，但它是香港歷史上永遠抹不去的「傷疤」，「永久的痛」，沒有人能抹去這段慘痛的記憶，是懸在人們頭上時時敲響的一口警鐘，每時每刻都在警醒着人們。他又指遊行不是表達訴求唯一方式，過去的環保、民生遊行很容易被騎劫，誘發社會對抗，認為社會應該包容，求同存異理性溝通，表達意見和國家安全沒衝突。
2023年4月16日，夏寶龍到訪香港立法會與全體議員會面，會上他稱「反對」不一定就代表民主，「同意」也不一定就代表不民主，民主不一定是「一人一票」，西方民主制度也有自身問題，西方的民主是選舉民主，而中國則不單是選舉期間，而是「全過程人民民主」。他認為香港要構建優質的民主制度。民主也可以是醞釀、協商、提交大會討論，內地正是其中一個例子，不只是形式上的按掣。
2024年7月4日，夏寶龍在北京會見香港機場管理局主席林天福一行。夏寶龍在會見林天福時，肯定和表揚了香港國際機場在過去幾年的努力和成績，並鼓勵管理團隊全力支持香港特區行政長官李家超和香港特區政府依法施政，用好「一國兩制」賦予香港的獨特地位和優勢，繼續為國家發展作貢獻。香港機場管理局主席林天福則承諾，香港機場將善用「背靠祖國，聯通世界」的優勢，把香港機場打造成世界一流的國際航空樞紐。
2024年7月11日，夏寶龍在北京會見香港特區政府律政司司長林定國一行。林定國向夏寶龍匯報此次訪京情況和工作計劃，以及香港律政司成立香港國際法律人才培訓學院、推進香港建設亞太區國際法律及爭議解決服務中心，以及推廣法治教育工作等多項主要政策措施的進展。同日，夏寶龍在北京會見香港特區政府環境及生態局局長謝展寰一行。謝展寰向夏寶龍匯報環境及生態局在多個範疇的最新工作情況，包括邁向「雙碳」目標、綠色轉型機遇、環境保護、生態保育、低碳能源、漁農業發展、環境衞生及食物安全等。夏寶龍表示環境局很多工作都是老百姓關心的事宜，他對局方的工作給予充分的肯定。
2024年7月23日，夏寶龍在北京會見香港特區政府財政司司長陳茂波一行。陳茂波向夏寶龍匯報香港整體的經濟和金融情況，以及特區政府全力拼經濟、謀發展方面的具體工作，並感謝中共中央港澳辦和夏寶龍主任對鞏固和提升香港國際金融中心地位、促進經濟發展等方面的大力支持。夏寶龍充分肯定特區政府和金融監管團隊的工作，表示中央堅定不移貫徹落實「一國兩制」方針，支持香港用好自身優勢，貫徹落實中共二十屆三中全會精神，匯聚國際高端人才，深化粵港澳大灣區合作，並在國家對外開放中更好發揮作用。夏寶龍又鼓勵香港在金融、貿易、旅遊等領域不斷推陳出新、開創新亮點，展示和發揮香港獨有的優勢和魅力，吸引更多資金、企業、人才、旅客匯聚香港。
2025年4月15日，夏寶龍透過視像在香港「全民國家安全教育日」上發表致辭，指出美國為破壞香港人權自由、法治秩序和繁榮穩定的最大黑手，同時回應美囯副總統萬斯「鄉巴佬」言論表示，讓美國那些「鄉巴佬們」在中華民族五千年文明面前哀鳴。並強調，香港特別行政區、香港社會各界、香港工商界和企業家都將履行對應的使命與義務，共同維護國家安全。
2025年5月12日，夏寶龍在澳門考察期間與澳門工商界人士開展座談會，提出認清形勢、保持定力、堅決鬥爭，集中精力把自己的事情辦好，在變局中開創港澳發展新局面。夏寶龍肯定了港澳工商界和企業家愛國愛港、愛國愛澳的情懷與為國擔當、為國分憂的貢獻。夏寶龍表示企業和國家是命運共同體，港澳工商界和企業家應將企業發展匯入國家發展的浩蕩洪流，堅定地與祖國一起站在歷史正確的一邊，挺起脊樑作鬥爭，才能贏得發展、贏得未來。夏寶龍對港澳工商界和企業家提出四點希望：一是發揚鬥爭精神，團結一致愛國護港、愛國護澳。二是堅定發展信心，紮根港澳繼續做大做強。三是發揮自身優勢，突出重圍擴大開放、擁抱世界。四是面向海外講好港澳故事，唱響港澳、唱響中國。
2025年6月18日至2025年6月22日，夏寶龍在香港進行了為期五天的考察調研，並於6月21日出席國安法5週年論壇。在論壇上，夏寶龍致辭，在香港邁入由治及興的新階段，行政、立法、司法三方不僅需要各自履行職責，更要在推動發展方面達成共識，協同合作，共建繁榮穩定的社會。並強調香港應充分利用一國兩制的制度優勢，發揮其國際化城市的特點及粵港澳大灣區的發展契機，努力加速融入國家發展大局，釋放香港潛能。